# Kopenske mine v Kambodži
Kambodža je država v jugovzhodni Aziji, ki ima velik problem z minami, zlasti na podeželju. To je zapuščina tridesetletne vojne, ki je Kamboško močno prizadela; imajo približno 40.000 amputirancev, kar je ena najvišjih stopenj na svetu. Kamboški center za odstranjevanje min (CMAC) ocenjuje, da je v Kambodži lahko od štiri do šest milijonov min in drugih kosov neeksplodiranih ubojnih sredstev. Nekatere ocene pa segajo tudi do deset milijonov min.
Kitajci so v Kambodži postavljali minska polja istočasno s kamboškimi političnimi frakcijami (vključno z režimi Lon Nol, Khmer Rouge, Heng Samrin in Hun Sen, pa tudi koalicijska vlada Demokratične Kampučije, ki je z mednarodno podporo ohranila sedež OZN skozi večino osemdesetih), ki so se med državljansko vojno v Kambodži v sedemdesetih in osemdesetih letih spopadli. Minska polja so bila postavljeni na celotnem ozemlju države. Pogosta težava s katero se soočajo v Kambodži, je ta, da se ljudje, ki so postavili protipehotne mine, nekaj let kasneje ne spomnijo kje so jih postavljali. 
Medtem, ko so bile postavljene številne mine z izključnim namenom škodovati ljudem, so nekatere postavili z namenom zaščititi območje. Številni sveti templji so bili obkroženi z minami, da bi jih zaščitili pred ropanjem, kar je bilo včasih velika težava. CMAC (Cambodia Mine Action Center) je očistil številna od teh območij in postavil napise o svojem delu na prejšnjih minskih poljih.

## Delež žrtev
Statistični podatki o nesrečah iz leta 2010, ki jih je opravila Kamboška služba za informacije o žrtvah min (CMVIS), kažejo, da je imela Kambodža eno najvišjih deležev žrtev na svetu. Do novembra 2017 je bilo od leta 2013 111 žrtev, od tega 22 smrtnih žrtev in 89 ranjenih. Tretjina žrtev so bili otroci in skoraj vsi so fantje, študije pa kažejo, da so moški in dečki bolj nagnjeni k 'igranju' z eksplozivi ali jih raziskovat, kot ženske. Med preživelimi žrtvami eksplodiranih min je 87% moških, starejših od 15 let, s povprečno starostjo 28 let. V Afganistanu je 73% žrtev moških starih med 16. in 50. letom, 20% žrtev pa otroci. 
"Statistični podatki ICRC trdijo, da le 25% žrtev min prispe v bolnišnico v 6 urah po poškodbi, 15% pa jih mora potovati več kot 3 dni, preden pridejo v bolnišnico."  V prvi polovici leta 2016 se je število smrtnih žrtev zaradi kopenskih min skoraj podvojile, pri čemer je bilo 20 smrtnih žrtev , v enakem obdobju leta 2015 pa 11, čeprav se je delež poškodb zmanjšalo za skoraj polovico, s 55 na 29.

## Družbeno Socialne posledice
Veliko število žrtev, ki so v starosti največje delovne sposobnosti, prizadene celotne družine. To predstavlja veliko breme za družin v smislu pridobivanja dohodka za življenje in izobraževanje svojih otrok. Družbeno socialne posledice kopenskih min, ki jih ima Kambodža, predstavljajo velik socialni in gospodarski problem. Izpostavlja ranljivost zdravstvenega sistema in pomanjkanje podporne strategije. Da ima družina z zelo nizkim dohodkom, družinskega člana, ki je izgubil ud, nima dostopa do dobrega zdravstvenega varstva in nobene državne pomoč, predstavlja nevarnosti kopenskih min veliko večje breme za kamboško skupnost. "Kopenske mine, samo s svojim številom, na določenem območju, lahko vplivajo na vedenje prebivalstva. To pa lahko povzroči splošno poslabšanje javnega zdravja in druge vidike socialne blaginje. Kmetije z minami, ali tisti, ki le" zaznavajo " prisotnost min na njihovem zemljišču, ne bodo mogli obdelati zemlje. To bo povzročilo pomanjkanje hrane in sčasoma celo podhranjenost prebivalstva.

## Socialno-ekonomski učinki
Raziskava National Level One v Kambodži, izvedena leta 2002, je dokazala, da je 20% (2776 od 13908) vseh vasi v Kambodži še vedno onesnaženih z minskimi polji in / ali območji kasetnih bomb. Opisani so škodljivimi socialno-ekonomskimi vplivi na skupnost. Ti škodljivi vplivi so vključevali omejitve dostopa do kmetijskih zemljišč, pašnikov, gozdov in vodnih virov, pri čemer je bilo prizadetih 102.778, 105.707, 172.878 in 84.588 družin. 
Socialno-ekonomska raziskava iz Kambodže iz leta 2004 (CSES) ugotavlja, da imajo gospodinjstva, ki jih vodi nekdo z eno ali več prijavljenimi težavami, bistveno manj premoženja kot druga gospodinjstva. Gospodinjstva, ki jih vodijo vojni invalidi ali invalidi kopenskih min, živijo v skoraj trikrat globlji revščini, kot če bi bila invalidnost posledica drugih vzrokov.

## Prizadevanja za razminiranje
Od leta 2019 v Kambodži deluje sedem organizacij za razminiranje. Kamboški center za odstranjevanje min (CMAC), ki ga je leta 1992 ustanovil Vrhovni državni svet Kambodže, Kraljevske kamboške oborožene sile (RCAF), The HALO Trust in svetovalna skupina za mine (MAG).  Kamboški organ za razminiranje in pomoč žrtvam (CMAA) je bil ustanovljen konec leta 2000 kot regulativni organ za usklajevanje celotnega razminiranja ter določanje politik in postopkov. Iskanje lokacije min brez zapisov prič ali zemljevidov je zelo težka naloga, ki zahteva zelo posebna orodja in zahteva veliko časa ter usposobljenega osebja in s tem tudi veliko naložb. Trenutno večino preostalih min pogosto najdejo na poljih. Danes identificiranje območij z minami in njihovo odstranjevanje poteka na severozahodu države, kjer je najdena večina preostalih min. APOPO, belgijska nevladna organizacija, ki s podganami zaznava kopenske mine, se je leta 2014 pridružil prizadevanjem za razminiranje.
Leta 2003 je CMAA ocenil, da znašajo skupni stroški za operacije razminiranja, vključno s tehnično pomočjo in prispevki v naravi za Kambodžo približno 40 milijonov USD na leto. Strokovnjaki so ocenili, da bi Kambodža potrebovala še 10 do 20 let za razminiranje, če bi se ohranila sedanja raven financiranja.
Istega leta je CMAC s pomočjo tehnične in finančne pomoči Norveške ljudske pomoči (NPA) napotil pse za odkrivanje min. Te visoko usposobljene živali pa se okužijo s paraziti, vključno z bolhami, klopi in komarji, ki pogosto vodijo v smrt psov ali njihovo predčasno upokojitev, kar je problem, ki ga skušajo rešiti vlada in zasebne skupine.
Gambijske podgane, znane tudi kot velikanske afriške podgane, se uporabljajo za razminiranje. Od leta 2016 so podgane APOPO v Kambodži našle približno 500 protipehotnih min in več kot 350 neeksplodiranih bomb.